# Jeff Cronenweth
Jeffrey Scott Cronenweth, detto Jeff (Los Angeles, 14 gennaio 1962), è un direttore della fotografia statunitense.
Ha raccolto l'eredità professionale del padre Jordan Cronenweth, a sua volta direttore della fotografia, conosciuto soprattutto per il suo lavoro in Blade Runner.
Collaboratore abituale del regista David Fincher, ha ottenuto due candidature consecutive all'Oscar alla migliore fotografia per The Social Network e per Millennium - Uomini che odiano le donne .

## Riconoscimenti
- Oscar alla migliore fotografia
  - 2011: candidato - The Social Network
  - 2012: candidato - Millennium - Uomini che odiano le donne

## Filmografia
- Fight Club, regia di David Fincher (1999)
- One Hour Photo, regia di Mark Romanek (2002)
- K-19 (K-19: The Widowmaker), regia di Kathryn Bigelow (2002)
- Abbasso l'amore (Down with Love), regia di Peyton Reed (2003)
- The Social Network, regia di David Fincher (2010)
- Millennium - Uomini che odiano le donne (The Girl with the Dragon Tattoo), regia di David Fincher (2011)
- Hitchcock, regia di Sacha Gervasi (2012)
- L'amore bugiardo - Gone Girl (Gone Girl), regia di David Fincher (2014)
- A Million Little Pieces, regia di Sam Taylor-Johnson (2018)
- A proposito dei Ricardo (Being the Ricardos), regia di Aaron Sorkin (2021)
- Tron: Ares, regia di Joachim Rønning (2025)

## Videografia parziale
- Freedom! '90 (George Michael), regia di David Fincher (1990)
- Novocaine for the Soul (Eels), regia di Mark Romanek (1996)
- The Perfect Drug (Nine Inch Nails), regia di Mark Romanek (1997)
- The Voice Within (Christina Aguilera), regia di David LaChapelle (2004)